# Sic (Latijn)
Sic (volledig: sic erat scriptum) is Latijn en betekent: zo geschreven; ingekort tot 'sic': zo; in het middeleeuws Latijn: ja.
Het woord wordt regelmatig in letterlijk geciteerde teksten geplaatst om aan te geven dat in dat citaat een fout staat, maar dat deze fout niet is gecorrigeerd. Het woord wordt dan achter de geconstateerde fout geplaatst, meestal tussen rechte haakjes (ook 'blokhaken'), dus als [sic], om duidelijk te maken dat men die fouten niet zelf voor het eerst gemaakt heeft, laat men iedere spelfout volgen door [sic].
Op het bord stond: "We zijn verhuist [sic] naar de Rembrandtstraat."
[sic] duidt erop dat die spelfout ('verhuisd' met een d is correct) al op het bord stond en dat de lezer niet moet denken dat de persoon die het citaat overneemt die fout heeft gemaakt.
Het woord sic kan ook worden gebruikt in een manuscript om aan te duiden dat een bepaalde foutieve schrijfwijze met opzet zo gekozen is, en niet per ongeluk of door onwetendheid. Het is dan een boodschap aan de corrector dat de 'fout' niet verbeterd moet worden.
Soms wordt (sic) abusievelijk gebruikt om de lezer erop te wijzen dat er iets niet klopt in de inhoud (in plaats van de spelling) van een tekst. Bijvoorbeeld:
Ze schreef dat ze tijdens haar reis in Zuid-Amerika luipaarden (sic) had gezien.
Ter verduidelijking: luipaarden komen voor in Azië en in Afrika.